# 玉流橋

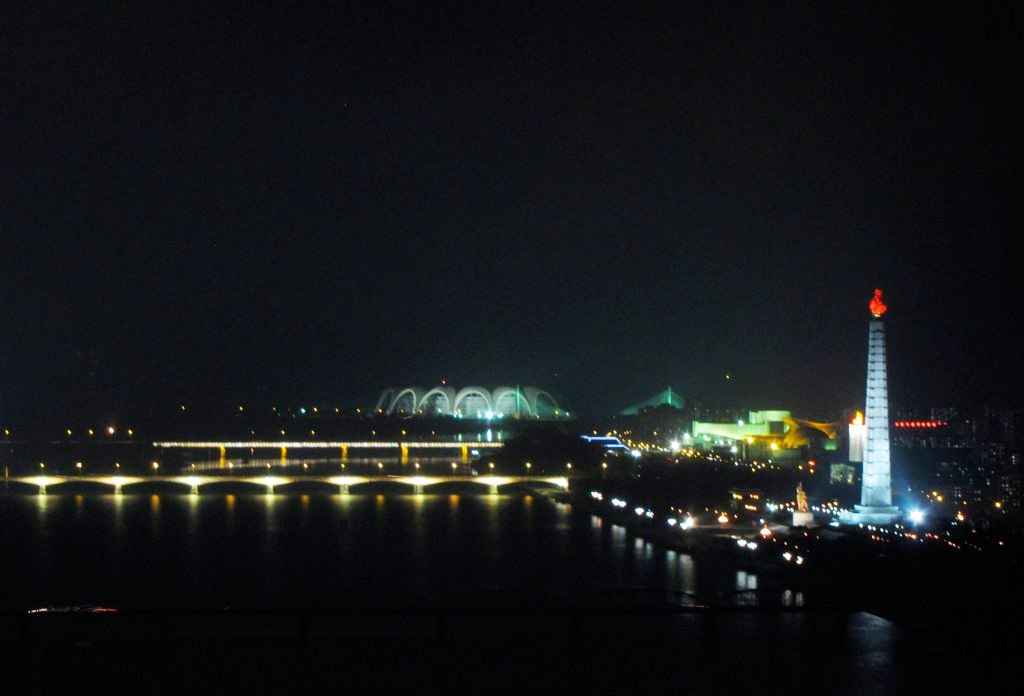
主体思想塔を後ろに臨む玉流橋の夜景

玉流橋（ぎょくりゅうきょう、朝:옥류교）とは、朝鮮民主主義人民共和国平壌市に位置する大同江にかかる橋である。
建設は1958年3月に始まり、1960年10月に開業した。橋は綾羅橋と大同橋の間に架橋されており、平壌市内で大同江に架かる6つの橋の一つである。また、右岸の中区域と左岸の大同江区域とを結んでいる。有名なレストランである玉流館が右岸にあり、左岸の南側には主体思想塔が聳えている。

## 建築
玉流橋はプレストレスト・コンクリート製の橋であり、長さはおおよそ700m、幅は28.5mで4車線であると推定されている。